# Procédé au phosphate de bismuth

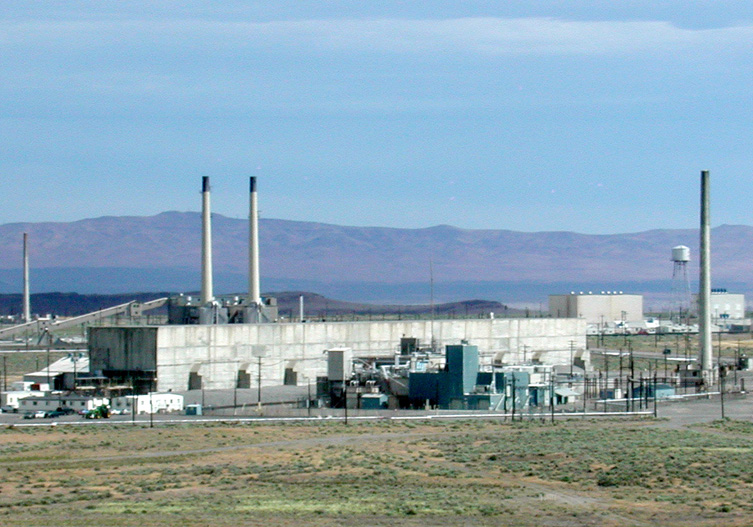
L'usine U de Hanford fut le troisième "canyon" de traitement du plutonium construit sur le site de Hanford. Comme les usines B et T pouvaient traiter assez de plutonium, elle devint un centre de formation.

Le procédé au phosphate de bismuth est un procédé d'extraction du plutonium de l’uranium irradié, déchet des réacteurs nucléaires,. Il a été développé pendant la Seconde Guerre mondiale par Stanley G. Thompson (en), un chimiste travaillant pour le projet Manhattan à l'université de Californie à Berkeley. Ce procédé a été utilisé pour produire du plutonium sur le site de Hanford. Le plutonium a été la base de la bombe atomique qui a été utilisée dans le bombardement atomique de Nagasaki en août 1945. Le procédé a été remplacé dans les années 1950 par les procédés REDOX et PUREX.

## Contexte
Pendant la Seconde Guerre mondiale, le projet Manhattan des Alliés a tenté de développer les premières bombes atomiques. Une méthode consistait à fabriquer une bombe à l’aide de plutonium, qui a d’abord été produit par bombardement au deutérium de l’uranium dans le cyclotron de 150 cm (60 pouces) du Berkeley Radiation Laboratory de l'université de Californie à Berkeley. Il a été isolé le 14 décembre 1940 et identifié chimiquement le 23 février 1941, par Glenn T. Seaborg, Edwin McMillan, Joseph W. Kennedy et Arthur Wahl. On pensait que le plutonium 239 serait fissile comme l’uranium 235 et qu’il pourrait être utilisé dans une bombe atomique.
Le plutonium pouvait être produit par irradiation de l’uranium 238 dans un réacteur nucléaire, bien que personne n’en ait encore construit. Ce n’était pas le problème des chimistes du Projet Manhattan ; leur projet était de mettre au point un procédé à grande échelle pour séparer les produits de fission, dont certains étaient dangereusement radioactifs ; l’uranium, dont la chimie était peu connue ; et le plutonium, dont on ne connaissait presque rien de la chimie et qui, au début, n’était disponible qu’en quantités microscopiques.
Quatre méthodes de séparation ont été retenues. Seaborg a réalisé la première séparation réussie d’une quantité pesable de plutonium en août 1942, en utilisant un procédé impliquant du fluorure de lanthane. Isadore Perlman (en) et William J. Knox Jr., se sont penchés sur la séparation des peroxydes parce que la plupart des éléments forment des peroxydes solubles en solution neutre ou acide. Ils ont vite découvert que le plutonium était une exception. Après de nombreuses expérimentations, ils ont découvert qu’ils pouvaient le précipiter en ajoutant du peroxyde d’hydrogène à une solution diluée de nitrate d'uranyle. Ils ont ensuite réussi à faire fonctionner le procédé, mais il a produit des tonnes de précipité, là où le procédé au fluorure de lanthane produisait des kilogrammes.
John E. Willard a essayé une autre approche, basée sur le fait que certains silicates absorbaient le plutonium plus facilement que d’autres éléments ; cela s’est avéré fonctionner, mais avec une faible efficacité. Theodore T. Magel et Daniel K. Koshland Jr. ont fait des recherches sur un procédé d’extraction par solvant et Harrison Brown et Orville F. Hill ont expérimenté la séparation en utilisant des réactions de volatilité, basées sur la façon dont l’uranium pouvait être facilement volatilisé par le fluor. Avec d’autres chimistes du Berkeley Radiation Laboratory du Projet Manhattan à l’université de Californie, du Metallurgical Laboratory de l’université de Chicago et du Ames Laboratory (en) de l'université d'État de l'Iowa, ils ont exploré la chimie du plutonium. Une découverte cruciale a été que le plutonium avait deux états d’oxydation, un état tétravalent (+4) et un état hexavalent (+6), avec des propriétés chimiques différentes.
Le procédé au fluorure de lanthane est devenu la méthode préférée pour l’utilisation dans les semi-usines de séparation du plutonium du projet Manhattan à Clinton Engineer Works et dans les installations de production du site de Hanford, mais d’autres travaux sur le procédé ont révélé des difficultés. Il nécessitait de grandes quantités de fluorure d'hydrogène, ce qui corrodait l’équipement et Charles M. Cooper de DuPont, qui serait responsable de la conception et de la construction des installations, a commencé à éprouver des problèmes pour stabiliser le plutonium à l’état hexavalent dans la solution de fluorure. Il y avait aussi des difficultés à récupérer le précipité par filtration ou centrifugation.
Pendant que les ingénieurs chimistes travaillaient sur ces problèmes, Seaborg demanda à Stanley G. Thompson (en), un collègue de Berkeley, d’examiner la possibilité d’un procédé au phosphate. On savait que les phosphates de nombreux métaux lourds étaient insolubles dans une solution acide. Thompson a essayé les phosphates de thorium, d’uranium, de cérium, de niobium et de zirconium sans succès. Il ne s’attendait pas à ce que le phosphate de bismuth (BiPO4) puisse mieux fonctionner, mais lorsqu’il l’essaya le 19 décembre 1942, il fut surpris de constater qu’il transportait 98 % du plutonium en solution. Le phosphate de bismuth était similaire dans sa structure cristalline au phosphate de plutonium et cela est devenu connu sous le nom de procédé au phosphate de bismuth,. Cooper et Burris B. Cunningham ont été en mesure de reproduire les résultats de Thompson et le procédé au phosphate de bismuth a été adopté comme solution de repli au cas où le fluorure de lanthane ne pourrait pas fonctionner. Les procédés étaient similaires et l’équipement utilisé pour le fluorure de lanthane pouvait être adapté pour être utilisé avec le procédé au phosphate de bismuth de Thompson. En mai 1943, les ingénieurs de DuPont décidèrent d’adopter le procédé au phosphate de bismuth pour l’utiliser dans les semi-usines de Clinton et le site de production de Hanford.

## Procédé

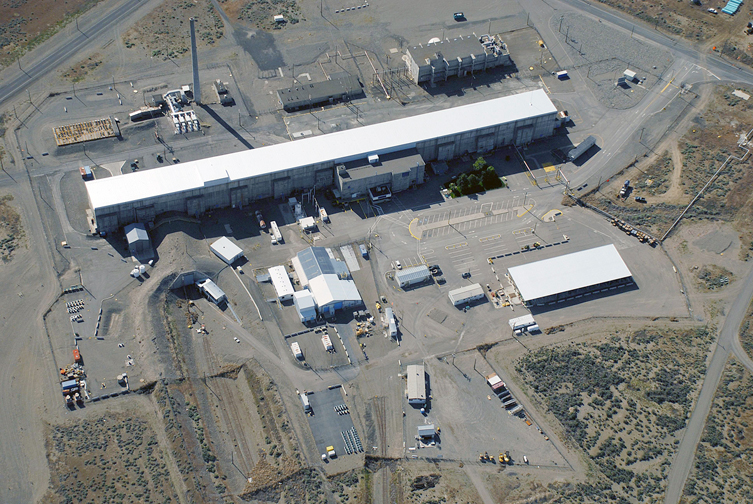
L'usine T a été la première usine de séparation du plutonium. Elle a été surnommée le « Queen Mary » pour sa ressemblance avec le paquebot.

La première étape du procédé au phosphate de bismuth consistait à prendre les lingots de combustible d’uranium irradié et à enlever leur revêtement en aluminium. Parce qu’il y avait des produits de fission hautement radioactifs à l’intérieur, cela a dû être fait à distance derrière une épaisse barrière de béton. Cela a été fait dans les « Canyons » (bâtiments B et T) à Hanford. Les lingots ont été versés dans un dissolvant, recouverts d’une solution de nitrate de sodium et portés à ébullition, suivis d’une lente addition d’hydroxyde de sodium. Après avoir enlevé les déchets et lavé les lingots, trois portions d’acide nitrique ont été utilisées pour dissoudre les lingots,.
La deuxième étape consistait à séparer le plutonium de l’uranium et des produits de fission. Du nitrate de bismuth et de l’acide phosphorique ont été ajoutés, produisant du phosphate de bismuth, qui a précipité en emportant le plutonium avec lui. C’était très similaire au procédé au fluorure de lanthane, dans lequel le fluorure de lanthane était utilisé comme support. Le précipité a été retiré de la solution à l’aide d’une centrifugeuse et le liquide a été évacué sous forme de déchets. L’élimination des produits de fission a permis de réduire le rayonnement gamma de 90 %. Le précipité était un gâteau contenant du plutonium qui a été placé dans un autre réservoir et dissous dans de l’acide nitrique. Du bismuthate de sodium ou du permanganate de potassium ont été ajoutés pour oxyder le plutonium. Le plutonium est transporté par le phosphate de bismuth à l’état tétravalent, mais pas à l’état hexavalent. Le phosphate de bismuth serait alors précipité en tant que sous-produit, laissant le plutonium en solution.
Cette étape a ensuite été répétée dans la troisième étape. Le plutonium a été réduit à nouveau par l’ajout de sulfate d’ammonium ferreux. Du nitrate de bismuth et de l’acide phosphorique ont été ajoutés et le phosphate de bismuth a précipité. Le précipité a été dissous dans de l’acide nitrique et le phosphate de bismuth a été précipité. Cette étape a permis de réduire le rayonnement gamma de quatre ordres de grandeur supplémentaires, de sorte que la solution contenant le plutonium avait maintenant 1 cent-millième du rayonnement gamma d’origine. La solution de plutonium a été transférée des bâtiments 221 aux bâtiments 224, par des conduites souterraines. Dans la quatrième étape, de l’acide phosphorique a été ajouté et le phosphate de bismuth précipité et éliminé ; du permanganate de potassium a été ajouté pour oxyder le plutonium.
Dans l’étape « crossover », le procédé au fluorure de lanthane a été utilisé. Des sels de lanthane et du fluorure d’hydrogène ont été ajoutés à nouveau et le fluorure de lanthane a précipité, tandis que le plutonium hexavalent a été laissé en solution. Cela a éliminé les lanthanides comme le cérium, le strontium et le lanthane, que le phosphate de bismuth ne pouvait pas éliminer. Le plutonium a de nouveau été réduit avec de l’acide oxalique et le procédé au fluorure de lanthane a été répété. Cette fois, de l’hydroxyde de potassium a été ajouté pour métathèser (en) la solution. Le liquide a été éliminé à l’aide d’une centrifugeuse et le solide a été dissous dans de l’acide nitrique pour former du nitrate de plutonium. À ce stade, un lot de 330 gallons américains (1200 L) reçu a été concentré dans 8 gallons américains (30 L).
La dernière étape a été réalisée dans le bâtiment 231-Z, où du peroxyde d’hydrogène, des sulfates et du nitrate d’ammonium ont été ajoutés à la solution et le plutonium hexavalent a été précipité sous forme de peroxyde de plutonium. Celui-ci a été dissous dans de l’acide nitrique et mis dans des boîtes d’expédition, qui étaient bouillies à l’air chaud pour produire une pâte de nitrate de plutonium. Chaque boîte pesait environ 1 kg et était expédiée au laboratoire de Los Alamos. Les expéditions ont été effectuées dans un camion transportant vingt boîtes et la première est arrivée à Los Alamos le 2 février 1945. Le plutonium a été utilisé dans la conception de la bombe Fat Man testée lors de l’essai nucléaire Trinity le 16 juillet 1945 et dans le bombardement atomique de Nagasaki le 9 août 1945.

## Démantèlement
En 1947, des essais ont commencé à Hanford sur un nouveau procédé REDOX utilisant la méthylisobutylcétone (nom de code hexone) comme solvant, qui était plus efficace. La construction d’une nouvelle usine REDOX a commencé en 1949 et les opérations ont commencé en janvier 1952, l’usine B fermant cette année-là. Les améliorations apportées à l’usine T ont entraîné une augmentation de 30 % de la productivité et des améliorations ont été apportées à l’usine B. Il était prévu de réactiver l’usine B, mais la nouvelle usine PUREX qui a ouvert ses portes en janvier 1956 était si efficace que l’usine T a été fermée en mars 1956 et que les plans de réactivation de l’usine B ont été abandonnés. En 1960, la production de l’usine PUREX avait dépassé la production combinée des usines B et T et de l’usine REDOX.